# Стенен, Оле
Оле Стенен (норв. Ole Stenen; 29 августа 1903, Эйер, Оппланн, Норвегия — 23 мая 1975, Осло, Норвегия) — норвежский лыжник и двоеборец, серебряный призёр Олимпийских игр 1932 года в лыжном двоеборье.

## Карьера
Оле Стенен родился в норвежском Эйере и выступал за клуб из своего родного города — «Эйер-Треттен».
В 1928 году несмотря на то, что Стенен являлся национальным чемпионом, он не попал в состав лыжников-двоеборцев для участия на Олимпийских играх. В составе сборной Норвегии по соревнованиям военных патрулей (предшественник современного биатлона), являвшихся на Играх демонстрационным видом программы, принял участие на Олимпийских играх, проходивших в швейцарском Санкт-Морице. Норвежцы одержали победу в этой гонке, опередив сборную Финляндии менее чем на 4 секунды.
Спустя год на лыжном чемпионате мира, проходившем в польском Закопане, Стенен стал вторым в лыжном двоеборье.
В 1931 году на лыжном чемпионате мира он одержал победу в лыжном марафоне, преодолев дистанцию длиной 50 км быстрее своего соотечественника Мартина Вангсли и шведа Карла Линдберга. 50 км покорились ему также и на проходившем в том же году Холменколленском лыжном фестивале.
На Олимпиаде 1932 года в Лейк-Плэсиде Стенен стал серебряным призёром в лыжном двоеборье, уступив лишь коллеге по сборной Норвегии Йохану Грёттумсбротену.
После того, как на чемпионате мира 1934 года в Соллефтео Стенен занял четвёртое место в лыжном двоеборье и седьмое — в гонке на 50 км, он завершил свою спортивную карьеру.